# 远东华人强制流配
远东华人集体流配是指20世纪二三十年代华人在苏联远东地区所经历的强制人口迁移和政治迫害。这些华人既包括在苏联的中国客工，也包括在俄罗斯远东地区出生的华裔苏联公民。:561苏联政府视华人为边境地区的“不可靠因素”。:399尽管在1917年十月革命之前，在俄罗斯有超过20万华工，到1926年苏联人口普查时，全苏联仍有10万华人，其中7万在远东地区；20世纪40年代，远东地区的华人则已经几乎绝迹。:61:73
1926年到1937年间，至少有12,000名华人从远东地区被驱逐到中国的新疆省，大约5,500名华人移居中亚，此外有3,932人被杀害，至少有1,000人被监禁在科米和阿尔汉格尔斯克的劳改营；:53-55即使在今天，科米的一些村庄仍被称为“唐人街”，因为那里曾经关押着被流配至此的华人囚犯。:191与对其他少数民族的集体流配不同，针对远东华人和高丽人的流配是由内务人民委员部的本民族成员执行的。:5在远东当地的高丽人、华人和日本人被迫离开当地的同时，苏联发起了赫塔古罗娃运动，号召妇女前往远东，以缓解远东地区的性别失衡问题，从而提高移民的留存率；运动所带来的移民在远东的一些地方客观上取代了当地被大量被逮捕与流配的亚裔人口。:407
俄罗斯人权组织纪念协会整理有一份至少包括2000名旅苏华人受害者的名单，然而其中的中文原名已难以从俄语记录中一一辨识。2017年4月30日，旨在纪念苏联政治迫害的受害者的公民倡议“最后地址”在红十字国际委员会莫斯科办事处设立一个铭牌，以纪念苏联大清洗中的华裔受害者Ван-Си-Сян。

## 背景
蘇維埃政權接管遠東地區之後，從本質上仍然沿襲了沙俄對亞洲人的基本定位和限制政策。20世紀20～30年代，人口數量對比的變化和與日本的特殊關系使朝鮮人逐漸取代中國人成為 “黃禍”的主力。隨着日本對蘇聯遠東地區的威脅與日俱增，徹底解決 “黃禍”問題上升為蘇聯當局的重要課題。:140

### 华人刻板印象

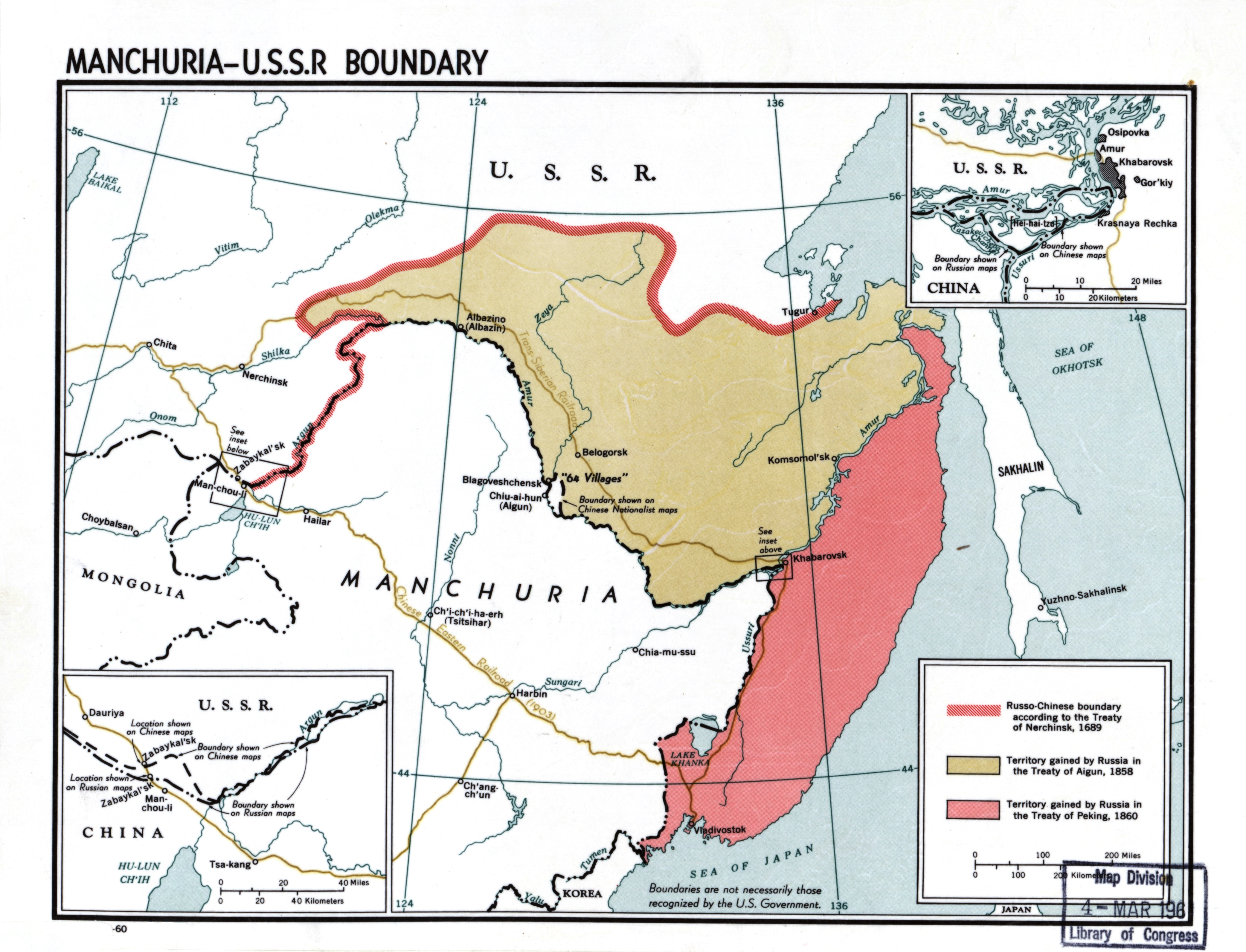
17-19世纪中俄东部边界的变化

根据1858年的《瑷珲条约》和1860年的《北京条约》，俄罗斯帝国从中国手中获得黑龙江以北和乌苏里江以东的土地，随后俄罗斯对这些土地展开了殖民。:35:35然而，随着俄罗斯1905年在日俄战争中战败，远东地区成为日本觊觎之土地，因而殖民当地以巩固领土成为俄罗斯的迫切需求。:37由于俄罗斯的国内移民不足，再加上中国对东北与俄罗斯接壤的边境同样实行移民实边政策，中国劳工大量涌入缺乏劳动力的俄罗斯远东地区。:38
然而，华人人口的增长与远东地区的对华贸易繁荣，以及其可能对当地未来人口结构的影响，引起俄罗斯当局的警觉。:73因此，当地政府开始采取措施限制华人的跨境活动。:43自19世纪80年代以来，俄罗斯当局开始限制中国在该地区的经济影响力，因为他们意识到，尽管俄罗斯征服了该地区，但当地原住民仍然认为华人是该地区的所有者。如1910年考察阿穆尔地区的沙俄外交官V·V·格雷夫所言：:17
|  | 我把注意力稍微集中原住民与华人的贸易上，目的是从经济和政治的角度，最后从道德的角度，清楚地说明原住民与华人的贸易所造成的危害。华人对原住民的剥削和奴役导致了他们的灭绝……最终，原住民对华人的经济依赖增进了华人政治影响力。事实上，原住民与华人的贸易使华人成为统治者，同时损害了俄罗斯的政府，而俄罗斯当局的权威绝对是虚幻的。俄罗斯地方政府早就认识到，打击中国在该地区的贸易和工业是十分必要的。 |

随着华人的涌入，华人在俄罗斯远东地区形成独立于俄罗斯社会以外的社会，在其中规避俄罗斯当局管控，实行中国的习俗，同时也滋生了犯罪行为。:48同俄国工人相比，华工工资低、易管理、劳动效率高，其不断涌入俄国境内，较俄罗斯劳工更受到俄国工商业界的欢迎，却也引起俄国政府和社会的担忧。:53即便生长于俄罗斯领土上，华人和俄罗斯其它少数民族一样，通常被认为忠于他们祖先来自的国家——中国，:1其甚者直指华人为俄罗斯民族、国防、经济等方面的威胁，并提出“黄祸论”。:53例如，探险家弗里乔夫·南森在1914年曾写道：:1
|  | 中国人和韩国人都是勤劳稳定的工人，而这里的俄罗斯人却并非总是如此。 然后是已经提到的事实，即黄种人是聪明的工匠……中国商人到处都是俄罗斯或欧洲人的成功竞争对手，这是众所周知的。 而这些品质，正如俄罗斯作家博尔霍维季诺夫所说，比中国陆军或海军都更危险。 |

### 历史上的迫害
1900年，阿穆尔州的军事总督尼古拉·戈罗戴科夫下令驱逐该地区的所有华人；他的军队在海兰泡附近包围了3,000多名华人，迫使他们进入黑龙江，其中只有几百人幸存。:37-381911年，沙俄以防治鼠疫之名再度封锁边境，大规模驱逐远东华人，十日内至少6,000华人被逐至黑龙江省境内；吉林省归侨指俄方大肆抓捕不知情的华人，数日内即已经有千余侨胞被捕，由俄方载船遣返，闻讯华人四散逃回国内；:52由于华人在当地经济中的重要地位，当时驱逐华人、禁用华工的政策在俄国政商界均有不少反对。:55到1913年，尽管伯力地方议会再将华工列为俄罗斯边境的主要威胁，但由于华人在当地商业活动中扮演着不可或缺的角色，当局拒绝对华人采取任何极端行动，而是希望吸引更多俄罗斯劳工前往远东地区。:139
第一次世界大战期间，尽管中国政府在战争之初对战争持中立立场，俄罗斯当局仍将华人视为德国的间谍，并因此驱逐数千名华人。:30俄罗斯帝国的陆军最高指挥部声称德国从满洲招募中国间谍，这导致数千名中国商人被驱逐出所有军事管控区，其中963人被驱逐出莫斯科，:79, 234彼得格勒的华人也在1914年8月4日前被清除出境，:234华人也在是年被禁止进入俄罗斯帝国境内。:30然而，随着战争导致俄罗斯劳动力严重短缺，早期阻止中国移民的尝试被打断，对中国移民的限制被解除，随之而来的是华工的到来；:44在此期间，有将近40万中国工人从中国被招募到俄罗斯工作。:86
随后的俄罗斯内战期间，这些华人在战争中受到多方的歧视和压制。例如，大日本帝国支持的谢苗诺夫和卡尔梅科夫政权专门针对中国商人而不是高丽人商人进行抢劫。:22根据中国外交文件，白军处决了他们俘虏的华人，并在公共场合展示他们的尸体，以此作为恐吓行为。中国男性经常被围捕并被枪杀或刺刀处决。红军可以说更糟糕：无纪律的红军士兵洗劫和烧毁华人村镇，强奸妇女，随意杀害华人，囚禁和折磨军龄男性，拘禁妇女儿童；许多红军下级军官将任何不会说俄语的人视为潜在的间谍或外国特工。此外，在俄的盟军还随意搜查中国工人的财物，如果他们认为有什么可疑之处，就会将华工视为共产党员，不经审讯就将他们杀死。:112–113在俄华工中，约有5万人参加苏联红军，其余大部分在中国政府、中国红十字会和旅俄华工联合会的帮助下返回中国。:86

### 对华侨的保护

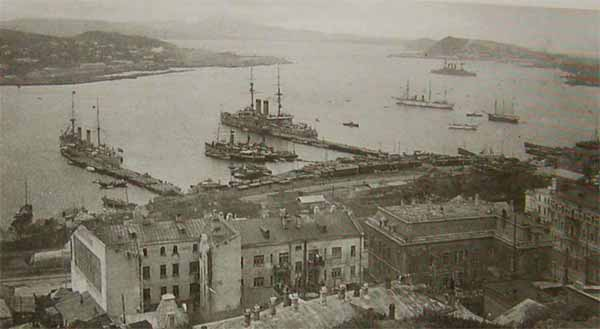
1918年，中国海容号（左）与日本三笠号（右）军舰在俄罗斯海参崴

根据1858年的《瑷珲条约》，割让给俄国的前中国土地上居住的华人仍然是中国的臣民，他们拥有域外权利和豁免于俄国的统治。中国为保护这些权利而进行的外交干预直到1900年义和团运动发生时仍然有效。:371912年中华民国的成立，推动了俄罗斯华人社会的发展；与前清政府相比，中华民国更加关心海外华人。新政府鼓励其在俄罗斯的公民组成各种自治团体。:854这些团体在俄罗斯当地注册后，往往又在北京注册，其年度报告发送给北京，其主要领导人选由北京任命。俄罗斯政府对这些团体与中国的密切关系知之甚少；由于俄罗斯在远东地区的管控薄弱，华人社团解决了华人社区内的争端。:855-856
随着俄罗斯内战的爆发，美国和日本在1917年向海参崴派兵保护本国公民；同时，中国官员也纷纷向北京提出派兵护侨的请求，驻海参崴的中国领事陆是元即在其中。:61-621918年4月，中国政府派遣巡洋舰海容号前往海参崴护侨。随后几个月里，中国政府租用几艘客船来疏散该地区的公民。:69-70自1918年以来，中国进一步在俄罗斯西伯利亚部署约4,000名中国士兵，以保护中国在当地的权益。:237, 2391919年，原驻防武汉长江水域的江亨号、利川号、利绥号、利捷号等四艘军舰也开赴远东，以维护中国在黑龙江的航行权利。1920年，永健号又被派往海参崴接替海容号，直至1921年初归国。

在整个苏联大清洗期间，中华民国的外交代表处与其他国家不同，并没有被苏联政府关闭。截至1938年，中国在苏联有10个领事机构，其中5个在中亚，其余分别在海参崴、伯力、海兰泡、赤塔和新西伯利亚。中国外交代表机构的独特存在，是因为在中日战争中苏联对中华民国的支持，但友好的态度并没有延伸到苏联的华人居民身上。在苏联远东地区的华工大多是低技术工人，很多华人从事非生产活动，且或牵涉违法行为，在苏联观感不佳；此外，华人也因与日本傀儡国家满洲国和日本有联系，被视为安全威胁。内务人民委员部认为，华人社区对日本人的敌意是日本间谍挑衅煽动谋杀日本国民的结果，将会为日本提供对苏联宣战的借口。

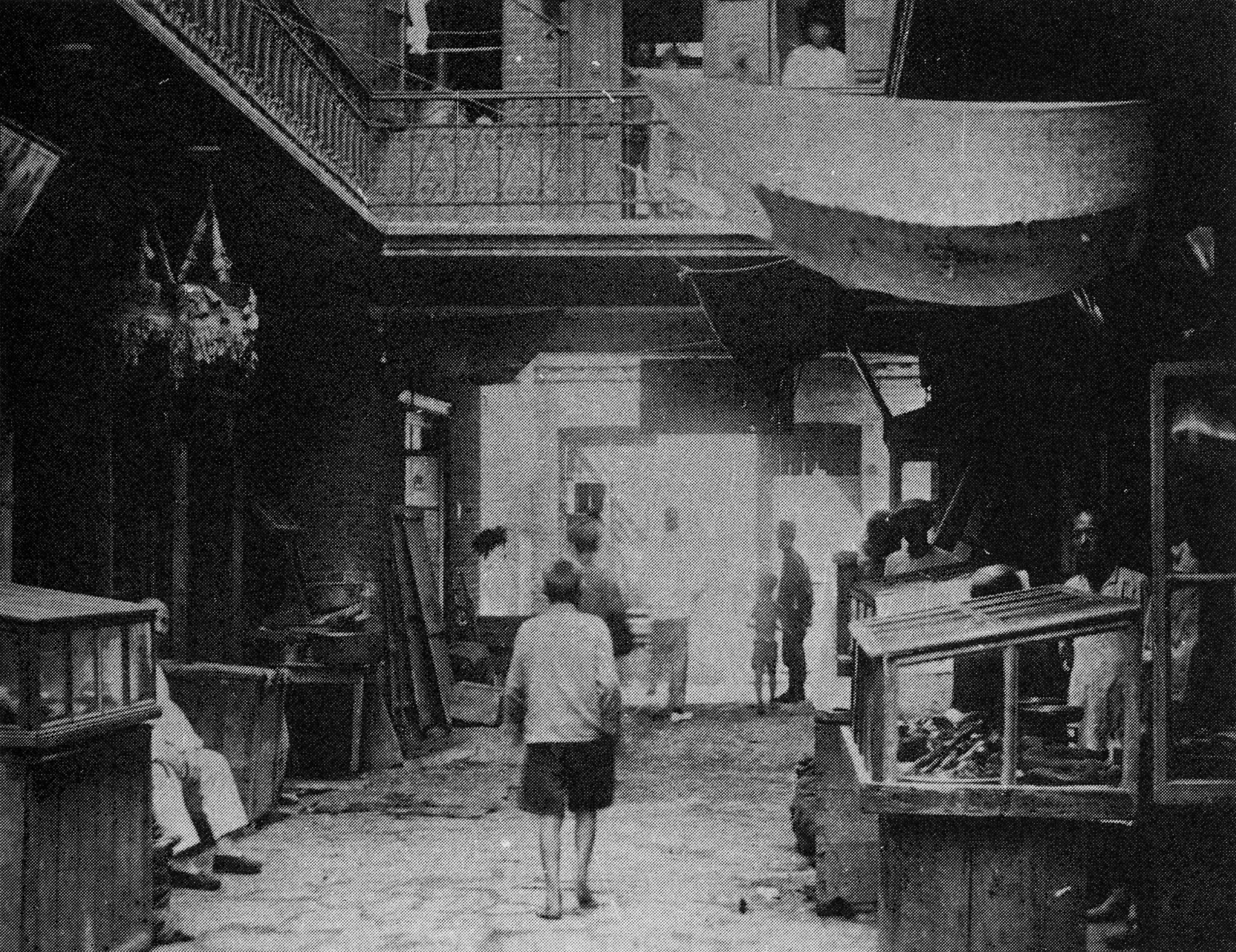
1920年代百万街内街场景

### 苏联政策变化
俄罗斯内战后，执政的共产党推出新经济政策，很快将中国移民吸引回缺乏劳动力的俄罗斯远东地区。在此期间，大多数在俄罗斯的华人，就像他们在革命前的时代一样，生活在俄罗斯远东地区，尤其是海参崴。:86据1926年人口普查，海参崴有43,513名华人，占远东华人总人口的67%。:26但这个数字可能低估了当地的华人人口，因为它没有包括有关来自中国的季节性工人的信息。:41当地华人中，98%没有苏联国籍。:10尽管苏联政府也将66,202人从欧洲迁移到该地区，不断增加的华人数量仍对当地经济产生巨大影响。:86到1920年代后期，华人已经控制了远东一半以上的商业场所和贸易份额，48.5%的杂货零售商、22.1%的食品、饮料和烟草由华人销售。:41
1922年以来，苏联政府首先支持与鼓励华人社团的发展，并在华人社群中推行扫盲教育；:61但与此同时，反华情绪在苏联政府内部逐步兴起。1926年，外交人民委员部决定不惜一切手段阻止华人和高丽人进入苏联领土，因为他们被认为对苏联构成威胁。高丽人开始从远东转移，同时采取措施将华人从边境地区“挤出”。:116–1171928年，苏联外交人民委员部在海参崴的地区代表盖茨曼撰文称，中国的经济实力将削弱苏联的政治权威，最终将使俄罗斯远东仅成为名义上的领土。他进一步提议，每个被驱逐的华工都可以被一个高丽人所取代。:100在沙俄时期参与驱逐华人的阿尔谢尼耶夫则向远东委员会提交了一份报告，建议苏联与中国、苏联与朝鲜边境地区的自由移民应该应该停止，该地区应该充满来自西伯利亚和欧洲的移民。:117
自1920年代后期以来，苏联加强对中苏边界的控制，采取了以下措施：1）更严格的入境安全检查；2)对价值低于300卢布的出境包裹征收34%的税率。当华人离开苏联时，他们需要额外支付14卢布的出境费，并接受裸体检查。华人的汇款受到限制。额外的税收，包括营业执照、业务、收入、利润、私人债务、码头、学校等，被分配给华人。华人被迫加入当地的工会以被准许工作。:27-28因此，1926年后，由于苏联对外国劳工的排斥，以及结束私营企业和消除该地区犯罪的政策，当地华人数目开始减少。:26尽管华人人口减少，但苏联政府仍将包括华人、日本人和高丽人在内的亚裔人口视为对国家的主要威胁，尤其是九一八事变加深日本对苏联威胁的背景下。:143

## 1920年代的排华浪潮

### 集体化运动

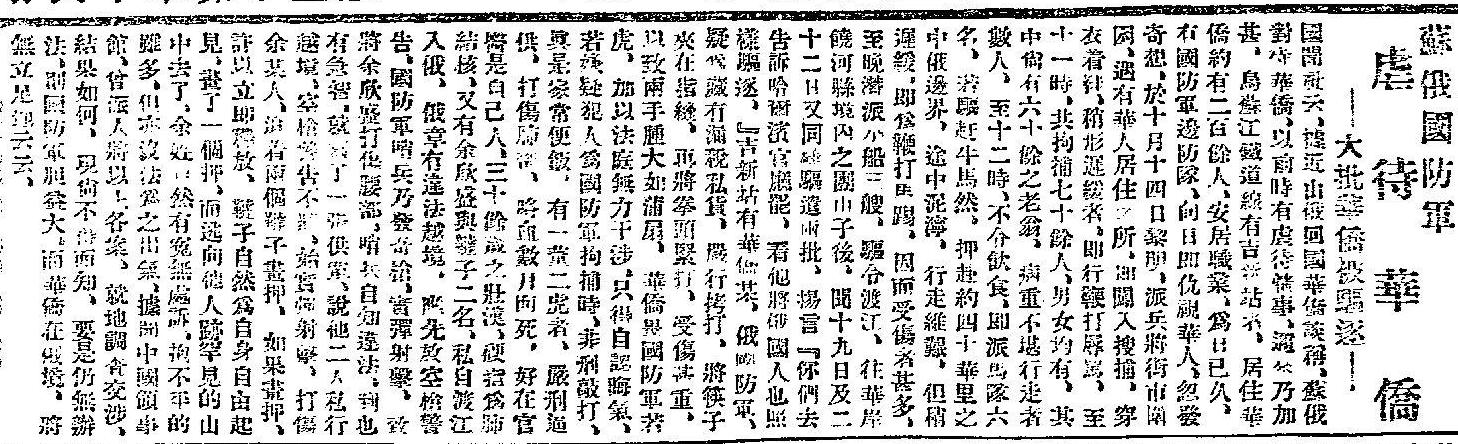
1927年11月22日，天津《益世報》报道苏联虐待并驱逐远东华人之事

随着1920年代末农业集体化运动在远东开始展开，种族关系显著恶化，强烈的反华反韩情绪导致远东地区华人和高丽人人口大量外流。在远东地区，7,978名华人占城市地区拥有房产的人的37%。在中国业主中，有2,372人雇佣至少一名工人。虽然他们大多只做小企业，但在社会主义改造中，他们的财产都被苏联政府没收了。:90 -91
在远东的华人与高丽人不同，家眷仍在中国，且不愿在苏联长期定居，但农业集体化却强迫华人农民参与，因而引起了华人的不满。与此同时，政府内部越来越担心无法控制当地华人；当局承认，他们对未经合法许可来到俄罗斯并以类似方式返回的临时中国工人的信息知之甚少。他们还抱怨华人将他们在俄罗斯的利润带出国外。:90 -91作为回应，政府也拒绝给予华人土地，贱买华人收获的庄稼，并且驱逐有不满情绪的华人。1933年4月23日，联共（布）远东边疆区党委发布《关于必须消除华人集体农庄“阶级抵融和反苏维埃政权成分”的决定》，将华人集体农庄卷入大清洗之中。例如阿穆尔州坦波夫卡区东方工人农庄的主席、主任以及一些组长即被指控从事走私活动。在斯大林的统治下，走私是严重的政治犯罪，但这些罪行只是逮捕的方便借口；许多被指控犯罪的人从未越过边境，而驱逐出境成为控制边境地区的有力法律工具。:131

### 中东路事件

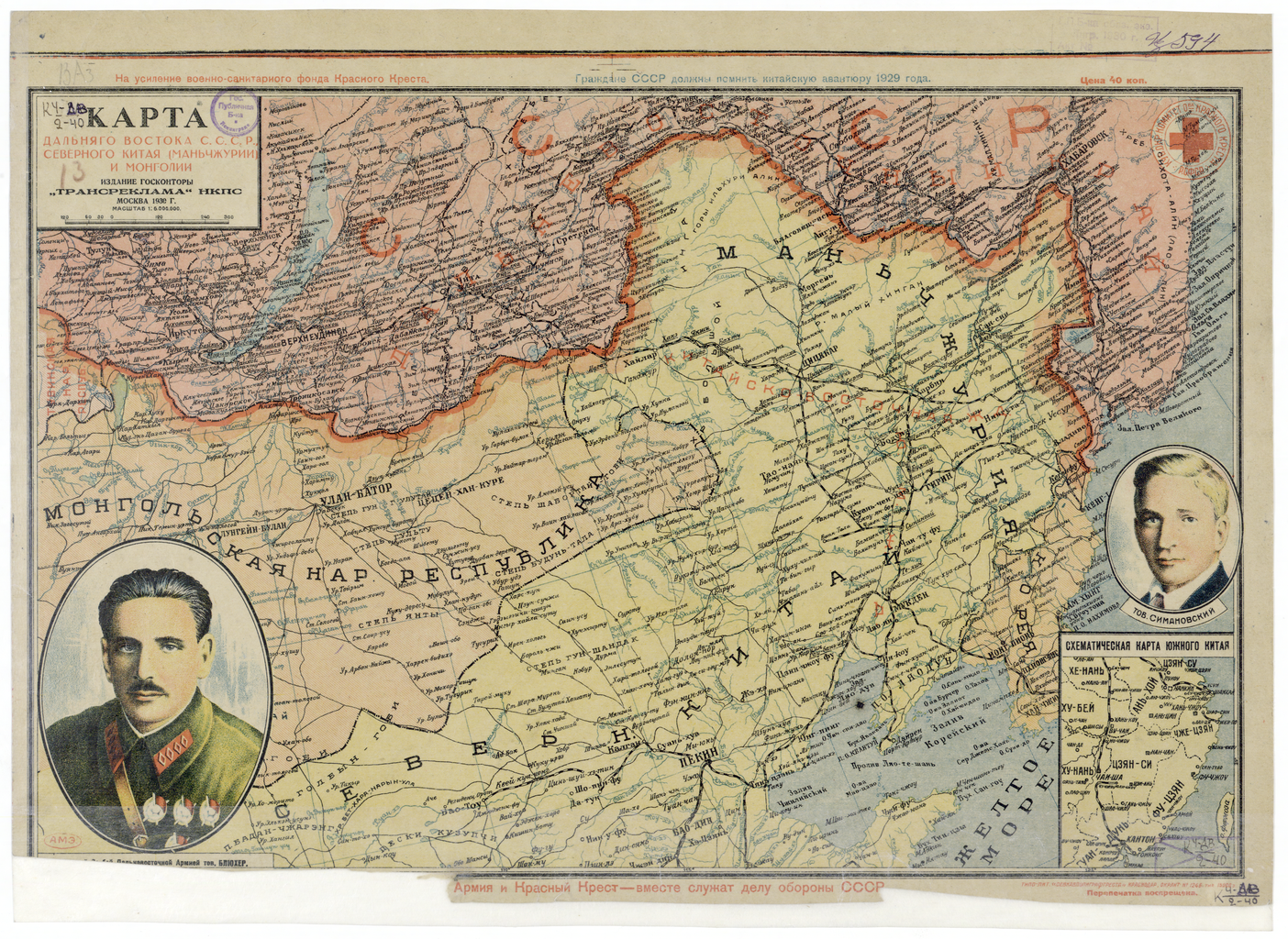
1929年中苏边界

1929年5月，在蒋介石国民政府的支持下，满洲军阀张学良的军队突袭了苏联驻哈尔滨领事馆，并在领事馆扣留了苏联公民；作为报复，苏联逮捕了一批在苏联的中国公民。 1929年7月19日，苏联与中国断绝外交关系，所有外交官被召回或驱逐回国。苏联中止了铁路通讯，并要求所有中国外交官离开苏联领土。:82同时，苏联政府强制华人迁回中国；伊尔库茨克、赤塔、乌兰乌德等地的数千名华人因违反地方秩序、逃税等原因被捕。当他们离开俄罗斯时，任何携带超过30卢布现金过境的华人都需要向当局支付剩余部分。1,000卢布现金过境将使他们被捕，所有财物都被没收。:30

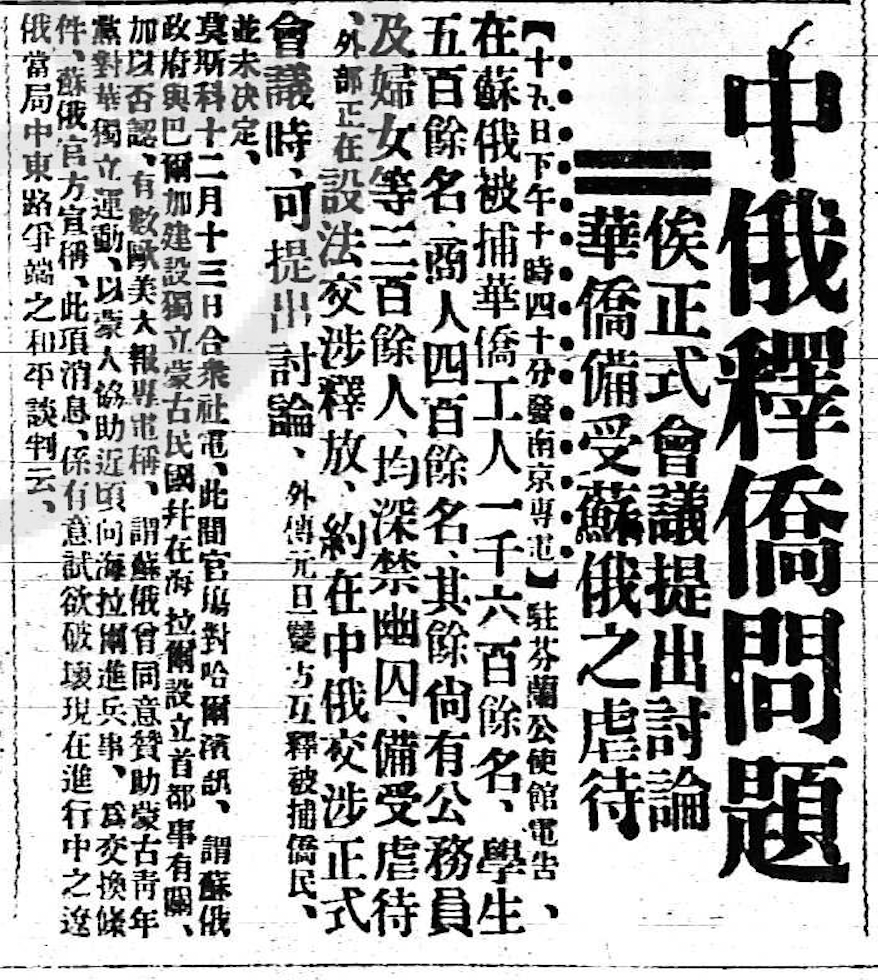
1929年12月16日天津《大公报》刊登中俄釋僑問題的报道

当时的《申报》《大公报》等报章持续报道了远东华人被大规模拘留的事情。1929年7月21日，《申报》指乘坐火车前往海参崴的160余名华商被充为苦力，后又在1929年7月24日再指海参崴有大约一千名华人被苏联当局拘留，并被苏联当局指认为资产阶级。东北军司令张学良也在9月12日电告全国，指“華僑被捕者，均送往前線服苦役，名曰華人工兵隊”。8月12日，该报称，海参崴仍有1,600-1,700名华人被关押在监狱中，每人每天都得到一块黑面包，并遭受各种酷刑。8月26日，该报继续报道称，被关押在伯力的华人每天只吃一份面包汤作为饭菜，其中很多人因无法忍受饥饿而被悬梁自尽。9月14日，该报称，海参崴又有1,000名华人被捕，至此城内几乎没有华人。:319月15日，该报继续称，9月8日至9日期间在海参崴逮捕1,000多名华人，估计该市有7,000多名华人在监狱中。:319月21日，该报称，俄罗斯远东地区政府诱捕华人，强迫他们修建黑河和伯力之间的铁路，被强迫的华工每天只能吃两片黑面包，若有工作上的任何拖延，他们都会被鞭打，使他们处于生死边缘。:31

尽管在签署《伯力会议议定书》后，苏联政府释放大多数被捕的华人，但由于华人受到苏联政府的严刑拷打，被没收的华人的财产没有被归还，另加工商困难，物价高昂，生活成本难以承受，被释放的华人事后全部回国。:31《海兰泡政治迫害受害者纪念册》则记载1930年、1932年和1933年共有约100名华人被处死，另外有许多人被判处2年到10年的集中营劳役和3年流放西伯利亚。

满洲国地理位置示意图

1929年的中东路冲突是中苏边境人民生活的转折点，它团结了苏联边境的不同俄罗斯族群，使其一致反华，也促进了边境地区的军事化。:155在当时，许多在俄罗斯的华人来自满洲，:12随着日本在中国东北建立附庸国满洲国后，日本可能会声称在俄罗斯远东的华人是其附庸国的臣民。:12因此，苏联政府也在随后关闭边境。1935年7月17日，苏联政府进一步开始对未经许可前往边境地区的人进行处罚。:105

## 1936-1938年间的强制流配
儘管進入1930年代之後的人口構成發生了當局樂意看到的變化，但蘇聯并沒有停止徹底解決“黃禍”問題的步伐。對亞洲移民固有的定位和東北亞國際環境的變化，令蘇聯當局最終決定通過 “強制移民”這種極端手段解決濱海地區的人口搆成問題:142。蘇聯當局在1937～1938年是採取強制移民方式，一次性解決長期困擾沙俄及蘇聯的亞洲移民問題，到1939年時終結了濱海地區自19世紀中葉以來延續近80 年之久的亞洲移民結構，也為往後幾十年的人口結搆定下基調。:143-144 

### 肃清华人街区
1936年4月17日，联共（布）中央政治局决定清退海参崴的华人聚集地——百万街；行动于1936年5月开始，滨海边疆区内务委员会在百万街内搜查并逮捕无证房客、罪犯和妓院老板，将所有其他中国居民赶出街区，没收属于中国公民的所有财产。:105中国外交文件显示，从1935年下半年到1937年初，苏联政府已先后驱逐几批华人。:471936年5月和1936年6月，由于打击犯罪和非法移民引起当地华人的恐慌，中国领事馆两次干预苏联整顿百万街的行动。:1051936年的交涉后，考虑到苏联与蒙古人民共和国签订《互助议定书》的对与中国外交关系的负面影响，联共（布）中央政治局下令当地政府避免针对中国人留下口实，并在年底前完成对百万街的清退行动。:42-43与此同时，海参崴市政当局也许诺为合法的中国居民提供替代住所。:105然而，随着中日战争在1937年升级，苏联再度恢复对亚裔人口的大规模逮捕与驱逐。:47

### 强制流配华人
1937年12月22日

哈巴罗夫斯克NKVD致柳什科夫

所有中国人，不论其国籍，若有挑衅行为或恐怖意图，应立即逮捕。

1937年8月21日，开始对俄罗斯远东地区所有亚裔人口中最大的族群——高丽人进行强制流配。:4710月23日，随着内务人民委员部第693号令的公布，哈尔滨白俄被列为继波兰人、德国人和韩国人之后的清洗目标。与此同时，苏联政府认为，日本关东军训练了大量讲俄语的华人进入俄罗斯从事间谍活动。因此，有必要排除该地区的华人以瘫痪该地区的日本情报活动。:8611月10日，中华民国驻赤塔领事馆通报，苏联每月向西伯利亚和远东地区迁移3万欧洲移民，以加强该地区的国防和经济建设，为欧洲人节省空间。为避免华人或高丽人与日本和满洲国勾结，实施驱逐高丽人和华人的政策。但是，由于与日本的战争，该信息并未引起太多关注。:48
1937年12月22日，尼古拉·叶若夫命令远东内务人民委员部主席柳什科夫“所有中国人，不论国籍，凡有挑衅行为或恐怖意向者，立即逮捕，不得有误”。:43-44然而，苏联对华人的指责往往并不成立：例如，曾有一个聋哑的华人矿工被苏联当局指控为间谍。:8612月23日，叶若夫又下令“同时在边疆区开展拆除所有华人和其他人的窝点。仔细搜查。窝主和被窝藏人员一律逮捕。对其进行侦查。被揭露犯有反苏、间谍、走私罪和刑事罪的已获苏联国籍的华人的案件，交由三人小组审理，并对一类和二类犯人实行惩治……禁止其在远东边疆区、赤塔州和伊尔库茨克州居住。”在当时，一类犯人即死刑犯，二类犯人被处以处以10年以上集中营劳役，“禁止居住”意味着强制迁移，上不了火车的会被枪毙，老弱病残则有许多在几个月的旅途中饿死冻死病死。中华民国在伯力和海兰泡的领事馆分别报告200多名和100多名华人被捕。:43-44
1938年1月31日，联共（布）中央政治局通过《镇压“民族路线”》的决议，并增加一条单独的中国路线，将对华人的镇压拓展到全国；1938年1月21日，数十名曾在中东铁路工作的人被枪决于伯力。所有居住在海参崴或边境60英里（97）以内的华人都被迫迁离。:471938年1月12日至13日期间，据报道有20多名华人在海兰泡被捕。2月22日，驻伯力总领事馆表示：“内政管理局连夜派人分乘大汽车搜捕善良华侨又有百余人之多，其势汹汹如擒大盗，变本加厉，势必至拿罄而后止，闻前次被捕之华侨即将发往边远苦寒各地，罚充苦工”。“搜捕侨民夜以继日，并有工作时间将其逮捕者，苏方咄咄逼人不留余地，其蛮横行为等于庚子年驱逐华人故事，淹毙黑龙江内，回忆惨史不寒而栗”。“本埠昨晚起又复大捕华侨，今晨尚在继续进行中，仅当时不在家中者暂获幸免，群来领馆哭诉，恳请寄宿馆中，藉资庇托，……苏方对我侨胞一再滥捕，以致群情惶骇，不可言状”。:44-45经过多次大规模逮捕，海参崴只剩下一千多名华人，苏联当局随即暂停一个月的搜查和逮捕。在中国领事馆庇护的华人全部离开领事馆后，苏联当局重新开始搜捕华人；由于苏联在中国领事馆周围设置检查站，使得华人无法返回领事馆寻求帮助，这使得海参崴的华人几乎全部被捕。:87第二次和第三次大规模搜查行动分别逮捕2,005和3,082名华人。5月7日，中国驻海参崴领事馆报告称，共有七至八千名华人被拘留；当地监狱华人囚犯人满为患，加之审讯期间的酷刑，被拘押的华人常有死亡。:44-45到1938年6月，被逮捕的华人人数明显减少。大部分被驱逐的华人通过哈萨克抵达新疆。:143

### 中方护侨行动
1938年1月10日，中华民国驻苏联大使馆临时代办余铭向苏联提出交涉，要求尽速释放被捕华侨。次日，中方要求面见苏联外交人民委员部远东司司长，对方称病拒见。1月13日，有华侨向中国驻海参崴、驻伯力等地的领事馆报告，被捕华侨食不果腹，且有遭到刑讯致死者，但苏联地方内务部机关态度强硬，不允许中华民国领事机构探视、送食物。1月28日，中华民国驻海参崴总领事馆致电外交部，指出苏联大量抓捕华侨“谓其俱犯间谍罪，其孰能信”。:482月6日，《中央日报》刊载苏俄虐待华侨之信息。2月14日，中华民国驻海参崴总领事馆电告外交部苏联大捕华侨、大量掠夺及充公苏联华人财产一事：“其剽掠无所不取，酷索钱财，藏匿者以刑相逼，拷毙无算，备极惨毒”。:44-45, 482月19日，《中央日报》再发文声讨苏联虐待华侨。2月17日，中华民国驻伯力总领事馆介入事件，抗议对被逮捕之华侨刑讯逼供，要求苏方放人，苏方不予理会。:44-45, 482月21日，香港《工商日报》亦转发日本报纸消息，斥责苏联虐俄华侨可愤。
1. 停止将华人从远东地区驱逐出境，只允许那些表示自愿这样做的华人重新安置到新疆。应彻底停止将华人安置在哈萨克斯坦的安排。
2. 对自愿前往新疆的华人，提供全程协助（出售房产、最快的文书工作、协助运送到火车站、特殊情况下、经济援助等）。
3. 想前往新疆的华人，需要自费前往。
4. 居住在边境禁区和设防区境内的中国国民和苏联公民，如无前往新疆的意愿，应将其安置在该地区境内的禁区和地区之外。
5. 所有因在遣送区生活失去家园但并不愿意前往新疆的华人及其家人，以及已经前往新疆或已经在新疆的华人，但想留在远东领土，将他们安置在远东领土内，但在禁区和设防区之外。
6. 被逮捕的华人，不包括那些被定罪和被指控从事间谍活动、破坏活动、恐怖活动的人，应该被释放，连同他们的家人和资产一起被驱逐到新疆。

自1938年4月18日起，中国国民政府外交部长王宠惠与苏联驻华大使卢干滋就中国公民在远东地区被拘留一事举行为期四天的会谈，得出以下七点共识：
1. 苏联愿意支付中国侨民迁往苏联内陆和新疆的费用，但这应由苏联地方政府分阶段进行；
2. 苏联给予中国公民一定期限，从两周到一个月不等，以处理个人事务；
3. 苏联只会把有能力和愿意在苏联工作的华人安置到苏联内地，并会为其余中国人经新疆回国提供便利；
4. 苏联将协助华人处置他们的房地产，无论是出售还是托管。如果没有可用的受托人，中国领事馆可以担任受托人，前提是没有大量房地产在领事馆托管。地方当局将派专人协助；
5. 地方政府外事部门应当编制第三条规定的搬迁华人名单、一份说明搬迁时间的清单，这两份文件应通过外交代表机构提交中国驻海参崴、伯力和海兰泡总领馆备案；
6. 苏联允许华人的苏联妻子移居中国；
7. 苏联原则上同意释放被捕的华人，除非此人犯有重罪。

然而，苏联政府拒绝提供任何书面保证，而中国出于希望在对日战争期间与苏联保持良好关系的背景下，也没有坚持要求苏联提供书面保证。同时，苏联官员在没有提供任何被逮捕的华人所犯罪行的证据的情况下，反复宣称：
|  | 我们充分考虑到苏联与中国现有的友好关系，认为从中国人中坚决清除这些日本特工，不仅有利于苏联，也有利于中国，因为我们在保护中国以及其国家利益。 |

1938年5月20日，苏联政府向中国大使馆通报驱逐华人的新政策。在中国外交官与苏联政府就出售华人财产进行谈判时，首批1379名华人便已经从海参崴出发前往哈萨克的阿亚戈兹，在那里他们将被进一步转移到新疆。尽管苏联的政策声称人口迁移需要基于华人自愿，但该行动实则仍然是强制的。1938年6月3日，尼古拉·叶佐夫向柳什科夫发出命令。根据该项指示：
1. 既无苏联护照，又无中国护照，但声称自己是中国人的人，统统遣送新疆，到中国领事馆领取中国护照；
2. 中国人的苏联妻子随同丈夫一道遣送新疆，她们必须声明放弃苏联国籍；
3. 持有苏联护照的中国男人的中国妻子，随其丈夫一道遣送哈萨克斯坦；
4. 中国人的妻子属于特殊移民者，可不予遣送；
5. 遣送新疆的指定车站是阿亚古兹车站，经瓦赫特（俄语：Бахты）检查站哨卡放行；
6. 开往哈萨克斯坦列车的指定车站由列登斯（当时内务部负责人之一）另行通知；
7. 首批遣送费用从现有款项中借支，专款将于近日拨付。

1938年6月10日，联共（布）中央政治局通过决议，以停止对远东华人的集体流配。翌日，尼古拉·叶佐夫将实施政策的细节发送给柳什科夫。从6月中旬到1938年底，驱逐继续进行，因而到1939年，该地区的华人已所剩无几。1938年11月，中国大使馆向苏联政府提出释放中国囚犯的请求，其中又有约1000人获释并遣返新疆。

## 受害者统计
大清洗期間有很多華人被逮捕、殺害和驅逐出境，據計在遠東地區至少有30萬人被全部剝奪了財產、迫害流放，其中20萬人客死他鄉——他們被控罪名包括違反違禁品管理標準、非法穿越邊境及從事間諜等，甚至很多人僅是因為沒錢支付蘇聯居留許可費而被驅逐出境，遠東地區華人社區經過運動後是被徹底掃蕩一空。负责远东种族清洗后又叛逃日本的前苏联内务人民委员部官员柳什科夫称，:4161937年8月至1938年5月期间一共有11,000名华人被捕，另有8,000名华人被驱逐出境；:47柳什科夫估计，从1937年8月到1938年6月，整个远东地区有20万至25万人受到镇压，至少占当地人口的8%，这一比例远高于苏联全国平均。由于华人和高丽人是远东地区生产力最高的耕种者，华人和高丽人族群的迁移也造成了不可弥补的农业损失。这些因素导致当地未能实现其五年计划的目标。:51而根据同时期苏联政府档案，从1937年底到1938年初，有数千名华人被内务人民委员部逮捕，1938年5月至7月，苏联通过火车遣送11,200名华人，其中前往新疆7,900人，前往哈萨克1,400人，前往远东各地1,900人。1937年6月至7月，共有4列火车载有7,310名华人移民及其家属从海参崴埃格尔舍利德火车站出发，经哈萨克前往新疆。一列火车将那些获得苏联公民身份或不想返回中国的华人运送到哈巴罗夫斯克边疆区境内远离边境的土地上。:18另据各州实际抵新人数、国民政府外交档案、释放华人决议等证据推算，1926-1937年间，至少有12,000名华人从俄罗斯远东地区被驱逐到中国新疆省。据1939年的人口普查等证据，大约5500名华人移居中亚。
已知的苏联大清洗的华人受害者实则不仅限于远东地区，遍布于苏联各地；他们中大部分都不是所谓的“阶级异己分子”，而是不认识俄罗斯字母表的文盲以及非党人士，却因为种族原因遭受政治清洗。此外，许多旅居苏联的华人共产党员也受到牵连。出身广州的张文忠早在1926年便已经加入了联共（布），并还担任了列宁格勒州“红色东方”集体农庄的主席，却在1937年12月3日被内务人民委员部检察院判处死刑。苏联中文报《工人之路》主编周达文也在1938年被捕并处死。莫斯科和列宁格勒的东方研究中心工作的所有华人学者也未能幸免于难，7名学者仅2人幸存。中共北满党支部书记马英等在苏留学生也被逮捕，甚至连李立三等旅苏的中共领导人也未能幸免。从1932年初到1933年初逃入苏联的几千名东北抗日游击队指战员，也被内务人民委员部以“越境分子”和“间谍”等名义逮捕。根据苏联政治恐怖受难者数据库记载，有3,932名华人在这一历史时期被杀害，至少有1,000人被监禁在科米和阿尔汉格尔斯克的劳改营。同时期苏联古拉格的档案也显示，截至1939年1月1日，有3,179名华人被关押在劳改营，其中1,794人是中国公民。1942年1月1日，被关押在劳改营的华人达到5,192人。

## 遗迹与纪念

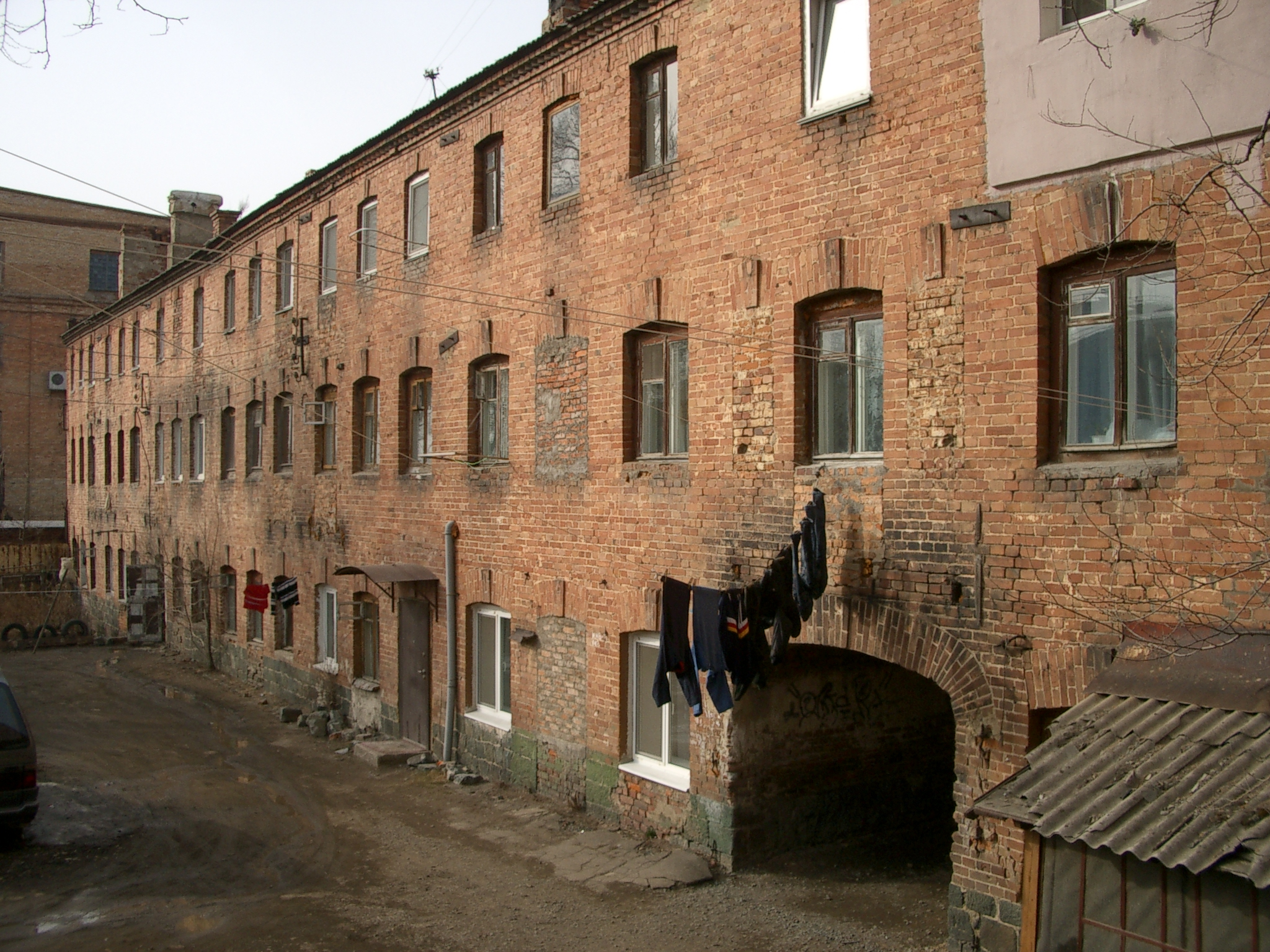
海参崴百万街现状

华人被强制流配后，海参崴的百万街变成一个鬼城，餐馆、鸦片馆、妓院再无生意，商店的招牌被拆除，仿佛华人并未在此存在过。此后的半个世纪以来，只有白人才能居住在海参崴，直到1991年苏联解体后。然而，华人的重新回归则再度引发当地的排外情绪与种族关系紧张。2009-2010年，疑似为大清洗中遇害华人的尸体在当地被重新发现。当时在海参崴修建公路的过程中发现了斯大林时期的万人坑。俄罗斯媒体报道称死者应是1937年“清洗土匪街区”时被杀的中国人。在其中被获准开挖的地块发现了495个带弹孔的头骨普遍认为还有更多的遇难者。这次被发现的遇难者多为25-35岁的男性。
百万街所在的街区近年被当地旅游当局冠以海参崴的“阿尔巴特”之名，高档餐厅和精品酒店林立，但并未提及老唐人街的历史。
俄罗斯人权组织纪念协会整理有一份至少包括2000名旅苏华人受害者的名单，其中详细记录了其个人信息，然而其中的中文原名已难以从俄语记录中一一辨识。2017年4月30日，旨在纪念苏联政治迫害的受害者的公民倡议“最后地址”在红十字国际委员会莫斯科办事处设立一个铭牌，以纪念苏联大清洗中的华裔受害者Ван-Си-Сян。

## 拓展阅读
- Chinese in Peril in Russia: The "Millionka" in Vladivostok, 1930-1936 （页面存档备份，存于）, 伍德罗·威尔逊国际学者中心
- Exploring the old Chinatown in the heart of Vladivostok （页面存档备份，存于）, 英国广播公司